# Austrophorocera minor
Austrophorocera minor är en tvåvingeart som beskrevs av Thompson 1968. Austrophorocera minor ingår i släktet Austrophorocera och familjen parasitflugor. Inga underarter finns listade i Catalogue of Life.